# Maxwell Cabelino Andrade
Maxwell Scherrer Cabelino Andrade (født d. 27. juni 1981 i Cachoeiro do Itapemirim, Espírito Santo, Brasilien) eller blot Maxwell er en brasiliansk tidligere  fodboldspiller (venstre back).

## Klubkarriere
Maxwell begyndte sin karriere hos Cruzeiro men efter blot et år i Brasilien fangede han Ajax' opmærksomhed, der købte ham fra Cruzeiro for €3.1 millioner. Hans tid hos Ajax var meget succesfuld, da Ajax vandt to ligatitler, to pokalturneringer og to hollandske supercups. Også for Maxwell individuelt blev tiden i Ajax succesfuld, da han i 2004 vandt prisen som den bedste spiller i Æresdivisionen i Nederlandene.
I 2006 flyttede Maxwell til Serie A klubben Inter på en fri transfer, hvor han blev genforenet med den tidligere Ajax-stjerne og gode ven Zlatan Ibrahimović. Han startede ud på venstre back, men Cristian Chivu skubbede ham op i en mere avanceret position på venstre fløj. Her brugte han sin hurtighed med stor effektivitet og var med i meget af Inters angrebsspil. 
Hos Inter vandt han 3 ligatitler og to italienske supercups. Den 15. juni 2009 annoncerede FC Barcelona på deres hjemmeside, at de havde købt Maxwell fra Inter for en sum på €4.5 millioner, potentielt stigende til €5 millioner. 
Maxwell blev i vinteren 2012 solgt til franske Paris Saint-Germain. 

## Titler

### Klubber

#### Ajax
- Æresdivisionen: 2001-02, 2003-04
- KNVB Cup: 2001-02, 2005-06
- Johan Cruijff-schaal: 2002-03, 2005-06

#### Inter
- Serie A: 2006-07, 2007-08, 2008-09
- Supercoppa italiana di calcio 2006-07, 2008-09

#### FC Barcelona
- Spanske Supercup: 2009-2010, 2010-2011,
- Spanske Liga: 2009-2010, 2010-2011,
- VM for klubhold: 2009
- Champions League: 2010-2011

### Individuelt
- Årets fodboldspiller i Nederlandene: 2004